# Mirinae (insect)
Mirinae is een onderfamilie van wantsen van de familie van de blindwantsen (Miridae). De familie werd voor het eerst wetenschappelijk beschreven door Hahn in 1833.

## Taxonomie
De onderfamilie bestaat uit de volgende geslachtengroepen:
- Tribus: Armanomirini Popov & Herczek, 1998
  - Armanomiris Popov & Herczek, 1998
- Tribus: Cretamirini Popov & Herczek, 1998
  - Cretamiris Popov & Herczek, 1998
- Tribus: Herdoniini Distant, 1904
  - Adxenetus Carvalho & Ferreira, 1973
  - Allommatela Carvalho & Ferreira, 1986
  - Allommatisca Carvalho & Ferreira, 1973
  - Allommatus Reuter, 1907
  - Amapamiris Carvalho, 1980
  - Barberiella Poppius, 1914
  - Campinisca Carvalho & Costa, 1994
  - Camponotidea Reuter, 1879
  - Cearamiris Kerzhner & Schuh, 1995
  - Closterocoris Uhler, 1890
  - Cyphopelta Van Duzee, 1910
  - Dacerla Signoret, 1881
  - Formicomiris Carvalho & Schaffner, 1975
  - Guarania Carvalho & China, 1951
  - Haarupia Poppius, 1921
  - Heidemanniella Poppius, 1914
  - Herdonisca Carvalho & Ferreira, 1973
  - Herdonius Stal, 1860
  - Herdonoides Carvalho, 1989
  - Lepidoxenetus Poppius, 1921
  - Mexicomiris Carvalho & Schaffner, 1974
  - Myrmecomiris Maldonado, 1976
  - Myrmecozelotes Berg, 1883
  - Nuevoleonia Schaffner & Carvalho, 1985
  - Paradacerla Carvalho & Usinger, 1957
  - Paraxenetus Reuter, 1907
  - Proxenetus Carvalho & Ferreira, 1973
  - Roppisca Carvalho, 1988
  - Sinopella Carvalho, 1993
  - Sphinctothorax Stål, 1853
  - Sulcatylus Akingbohungbe, 1975
  - Totolapanus Carvalho & Schaffner, 1975
  - Veramiris Carvalho, 1974
  - Xenetomorpha Poppius, 1912
  - Xenetopsis Poppius, 1921
  - Xenetus Distant, 1883
  - Zacynthus Distant, 1884
  - Zelotocoris Poppius, 1921
  - Zosippus Distant, 1883
- Tribus: Hyalopeplini Carvalho, 1952
  - Austrohyaloma Carvalho & Gross, 1979
  - Chrysorrhanis Kirkaldy, 1902
  - Corizidolon Reuter, 1907
  - Guisardinus Carvalho in Carvalho & Gross, 1979
  - Guisardus Distant, 1904
  - Hyalopeplinus Carvalho & Gross, 1979
  - Hyalopeploides Poppius, 1912
  - Hyalopeplus Stål, 1870
  - Isabel Kirkaldy, 1902
  - Macrolonius Stål, 1871
  - Onomaus Distant, 1904
- Tribus: Mecistoscelidini Reuter, 1910
  - Erimiris Miyamoto & Hasegawa, 1967
  - Mecistoscelis Reuter, 1891
  - Mystilus Distant, 1904
- Tribus: Pithanini Douglas & Scott, 1865
  - Mimoceps Uhler, 1890
  - Pithanus Fieber, 1858
- Tribus: Restheniini Reuter, 1905
  - Callichilella Carvalho, 1954
  - Carpinteroa Carvalho, 1988
  - Cephaloresthenia Carvalho & Carpintero, 1991
  - Chiloxionotus Reuter, 1907
  - Eurylomata Reuter, 1909
  - Euryscytophora Reuter, 1909
  - Fontesius Carvalho, 1988
  - Heteroscytus Reuter, 1909
  - Kamaiurana Carvalho, 1952
  - Lampsophorus Reuter, 1909
  - Mabelia Kirkaldy, 1903
  - Mimoncopeltus Kirkaldy, 1906
  - Nanniresthenia Carvalho, 1961
  - Oncerometopus Reuter, 1876
  - Opistheurista Carvalho, 1959
  - Platytylus Fieber, 1858
  - Prepops Reuter, 1905
  - Resthenia Spinola, 1837
- Tribus: Scutelliferini Popov, 1968
  - Scutellifer Popov, 1968
- Tribus: Stenodemini China, 1943
  - Acetropis Fieber, 1858
  - Acomocera Eyles, 1975
  - Actinocoris Reuter, 1878
  - Asteliamiris Schwartz & Polhemus, 1999
  - Autumnimiris Schwartz, 1989
  - Caracoris Schwartz, 1989
  - Chaetedus Eyles, 1975
  - Chaetofoveolocoris Knight, 1968
  - Chaetomiris Bliven, 1973
  - Collaria Provancher, 1872
  - Cynodonmiris Carpintero & Estévez, 2001
  - Dolichomiris Reuter, 1882
  - Lasiomiris Reuter, 1891
  - Leptopterna Fieber, 1858
  - Litomiris Slater, 1956
  - Megaloceroea Fieber, 1858
  - Myrmecoris Gorski, 1852
  - Neotropicomiris Carvalho & Fontes, 1969
  - Notostira Fieber, 1878
  - Ophthalmomiris Berg, 1883
  - Opisthochasis Berg, 1883
  - Porpomiris Berg, 1883
  - Schoutedenomiris Carvalho, 1951
  - Spartinomiris Carpintero & Estévez, 2001
  - Stenodema Laporte, 1833
  - Teratocoris Fieber, 1878
  - Trigonotylus Fieber, 1858
- Tribus: Mirini Hahn, 1833
  - Acanthocranella Poppius, 1914
  - Acanthopeplus Poppius, 1912
  - Actinonotus Reuter, 1896
  - Adelphocoridea Poppius, 1912
  - Adelphocoris Reuter, 1896
  - Adelphocorisella Miyamoto & Yasunaga, 1993
  - Adnotholopus Carvalho, 1990
  - Adphytocoris de Melo Carvalho & Da Penha Gomes, 1969
  - Adpiasus Carvalho & Schaffner, 1973
  - Adtaedia Carvalho & Gomes, 1971
  - Agnocoris Reuter, 1875
  - Alda Reuter, 1909
  - Alloeochrus Reuter, 1905
  - Alloeonotus Fieber, 1858
  - Allorhinocoris Reuter, 1876
  - Anexochus Eyles, 2001
  - Anosibea Carvalho, 1953
  - Anthophilolygus Yasunaga, Schwartz & Chérot, 2018
  - Apantilius Kiritshenko, 1951
  - Aphanosoma A. Costa, 1841
  - Apolygopsis Yasunaga, Schwartz & Chérot, 2002
  - Apolygus China, 1941
  - Araucanomiris Carvalho, 1986
  - Argenis Distant, 1904
  - Aristopeplus Poppius, 1912
  - Atahualpacoris Carvalho, 1985
  - Austrocapsus Kirkaldy, 1901
  - Austropeplus Poppius, 1915
  - Azumamiris Yasunaga, 2010
  - Babacoris Miyamoto, 1994
  - Bertsa Kirkaldy, 1904
  - Bipuncticoris Eyles & Carvalho, 1995
  - Bispinocoris Carvalho, 1977
  - Bolivarmiris Carvalho, 1989
  - Boliviocapsus Carvalho & Fontes, 1967
  - Boliviocoris Carvalho & Fontes, 1967
  - Bolteria Uhler, 1887
  - Bowdenella Odhiambo, 1961
  - Brachycoleus Fieber, 1858
  - Buettneriella Poppius, 1912
  - Calocoris Fieber, 1858
  - Calocorisca Distant, 1884
  - Calocoropsis Poppius, 1914
  - Calondas Distant, 1884
  - Calyptodera Van Duzee, 1923
  - Camptozygum Reuter, 1896
  - Capsodes Dahlbom, 1850
  - Capsus Fabricius, 1803
  - Carvalhocapsus Chérot & Carpintero, 2006
  - Castanopsides Yasunaga, 1992
  - Catarinea Carvalho & Costa, 1992
  - Charagochilus Fieber, 1858
  - Charitocoris Reuter, 1904
  - Cheilocapsidea Poppius, 1915
  - Cheilocapsus Kirkaldy, 1902
  - Chileaia Carvalho, 1944
  - Chilocrates Horvath, 1889
  - Chimsunchartella Chérot & Pauwels, 2000
  - Chinamiris Woodward, 1950
  - Chrysodasia Reuter, 1892
  - Cixacoris Poppius, 1912
  - Closterotomus Fieber, 1858
  - Coccobaphes Uhler, 1878
  - Corcovadisca Carvalho, 1989
  - Coyolesia Carvalho, 1993
  - Creontiades Distant, 1883
  - Cyphodema Fieber, 1858
  - Cyphodemidea Reuter, 1903
  - Cyphoxacicoris Stehlik, 1949
  - Dagbertus Distant, 1904
  - Derophthalma Berg, 1883
  - Derophthalmoides Maldonado, 1986
  - Dichrooscytus Fieber, 1858
  - Diognetus Distant, 1904
  - Diomocoris Eyles, 1999
  - Dionconotus Reuter, 1894
  - Diplotrichiella Poppius, 1915
  - Dolicholygus Bliven, 1957
  - Eblis Kirkaldy, 1902
  - Ectopiocerus Uhler, 1890
  - Eglerocoris Carvalho & Fontes, 1972
  - Elektra Linnavuori, 1974
  - Elthemidea Zheng, 1992
  - Eocalocoris Miyamoto & Yasunaga, 1990
  - Eolygus Poppius, 1915
  - Epimecellus Reuter, 1894
  - Eremobiellus Reuter, 1895
  - Eubatas Distant, 1884
  - Euchilocoris Reuter, 1907
  - Euphytocoris Poppius, 1914
  - Eurystylomorpha Poppius, 1915
  - Eurystylopsis Poppius, 1911
  - Eurystylus Stål, 1870
  - Exolygocoris Yasunaga, 2023
  - Exopantilius Yasunaga, 1991
  - Femurocoris Carvalho, 1977
  - Fortunacoris Carvalho, 1985
  - Froeschneriella Carvalho, 1986
  - Galapagomiris Carvalho, 1968
  - Ganocapsinus Carvalho, 1984
  - Ganocapsisca Carvalho & Costa, 1992
  - Ganocapsoides Carvalho & Schaffner, 1973
  - Ganocapsus Van Duzee, 1912
  - Garganisca Carvalho, 1990
  - Garganus Stål, 1862
  - Gauchocoris Carvalho, 1980
  - Gianellia Poppius, 1914
  - Gigantomiris Miyamoto & Yasunaga, 1988
  - Gollneria Carvalho, 1983
  - Gorna Poppius, 1914
  - Gracilimiris Stonedahl & Henry, 1991
  - Gressittmiris Carvalho, 1988
  - Grypocoris Douglas & Scott, 1868
  - Guianella Carvalho, 1946
  - Gutrida Kirkaldy, 1902
  - Hadrodemus Fieber, 1858
  - Henicocnemis Stål, 1860
  - Henrylygus Schwartz & Foottit, 1998
  - Heterolygus Zheng & Yu, 1990
  - Heteropantilius Zheng & Liu, 1992
  - Hissaritus Kiritshenko, 1952
  - Histriocoridea Poppius, 1912
  - Histriocoris Reuter, 1905
  - Horcias Distant, 1884
  - Horciasinus Carvalho & Jurberg, 1974
  - Horciasisca Carvalho, 1976
  - Horciasoides Carvalho, 1976
  - Horistus Fieber, 1861
  - Horvathiella Poppius, 1912
  - Horwathia Reuter, 1881
  - Ialibua Carvalho, 1986
  - Incamiris Carvalho & Ferreira, 1972
  - Irbisia Reuter, 1875
  - Iridopeplus Bergroth, 1910
  - Ischnoscelicoris Reuter, 1886
  - Isoldalinus Carvalho & Felippe, 1983
  - Jacchinus Distant, 1893
  - Josifovolygus Kerzhner & Schuh, 1995
  - Juinia Carvalho & Costa, 1992
  - Kiambura China, 1936
  - Kiwimiris Eyles & Carvalho, 1995
  - Knightomiris Kelton, 1973
  - Koreocoris Cho & Kwon, 2008
  - Kraussmiris Carvalho, 1986
  - Lampethusa Distant, 1884
  - Lamprocapsidea Poppius, 1912
  - Liistonotus Reuter, 1906
  - Lilianocoris Carvalho, 1989
  - Lincolnia Eyles & Carvalho, 1988
  - Linocerocoris Karsch, 1892
  - Liocapsidea Poppius, 1915
  - Liocapsus Poppius, 1915
  - Liocoridea Reuter, 1903
  - Liocoris Fieber, 1858
  - Loristes Josifov & Kerzhner, 1972
  - Lucitanus Distant, 1904
  - Lygidea Reuter, 1879
  - Lygidolon Reuter, 1907
  - Lygocorias Yasunaga, 1992
  - Lygocorides Yasunaga, 1991
  - Lygocoris Reuter, 1875
  - Lygus Hahn, 1833
  - Macednus Bergroth, 1920
  - Macgregorius Kirkaldy, 1903
  - Macrolygus Yasunaga, 1992
  - Macropeplus Poppius, 1912
  - Madondo Odhiambo, 1968
  - Mahania Poppius, 1915
  - Malayamiridius Yasunaga, Chérot & Schartz, 2021
  - Maxacalinus Carvalho, 1976
  - Megacoelopsis Poppius, 1912
  - Megacoelum Fieber, 1858
  - Mendozamiris Carpintero & Chérot, 2014
  - Mermitelocerus Reuter, 1908
  - Metasequoiamiris Schwartz, 1995
  - Metriorrhynchomiris Kirkaldy, 1904
  - Micromimetus Eyles, 1999
  - Minasmiris Carvalho, 1980
  - Minytus Distant, 1883
  - Miridius Fieber, 1858
  - Miris Fabricius, 1794
  - Miyamotoa Yasunaga, 1990
  - Miyamotolygus Yasunaga, Schwartz & Chérot, 2018
  - Mollendocoris Carvalho, 1992
  - Monalocorisca Distant, 1884
  - Monopharsus Eyles & Carvalho, 1995
  - Moroca Poppius, 1912
  - Morocisca Carvalho, 1986
  - Mourecoris Carvalho, 1988
  - Nannomiris Carvalho & Gomes, 1971
  - Neoborella Knight, 1925
  - Neoborops Uhler, 1895
  - Neocapsus Distant, 1884
  - Neogarganus Chérot & Carpintero, 2017
  - Neolygopsis Yasunaga, 2004
  - Neolygus Knight, 1917
  - Neomegacoelum Yasunaga, 1998
  - Neopeplus Chérot, Malipatil & Schwartz, 2003
  - Neosapinnius Wagner, 1960
  - Neostenotus Reuter, 1905

Geslachten die niet binnen een van de geslachtengroepen vallen:
- Ellenia Reuter, 1910
- Kuscheliana Carvalho, 1952
- Penacoris Cavalho & Rosas, 1966